# Apperfors
Apperfors är en ö i Finland. Den ligger i Bottenhavet och i kommunen Nystad i den ekonomiska regionen  Nystadsregionen i landskapet Egentliga Finland, i den sydvästra delen av landet. Ön ligger omkring 70 kilometer nordväst om Åbo och omkring 210 kilometer väster om Helsingfors.
Öns area är 1 hektar och dess största längd är 180 meter i sydöst-nordvästlig riktning. I omgivningarna runt Apperfors växer i huvudsak barrskog.